# Nepomuki Szent János-templom (München)

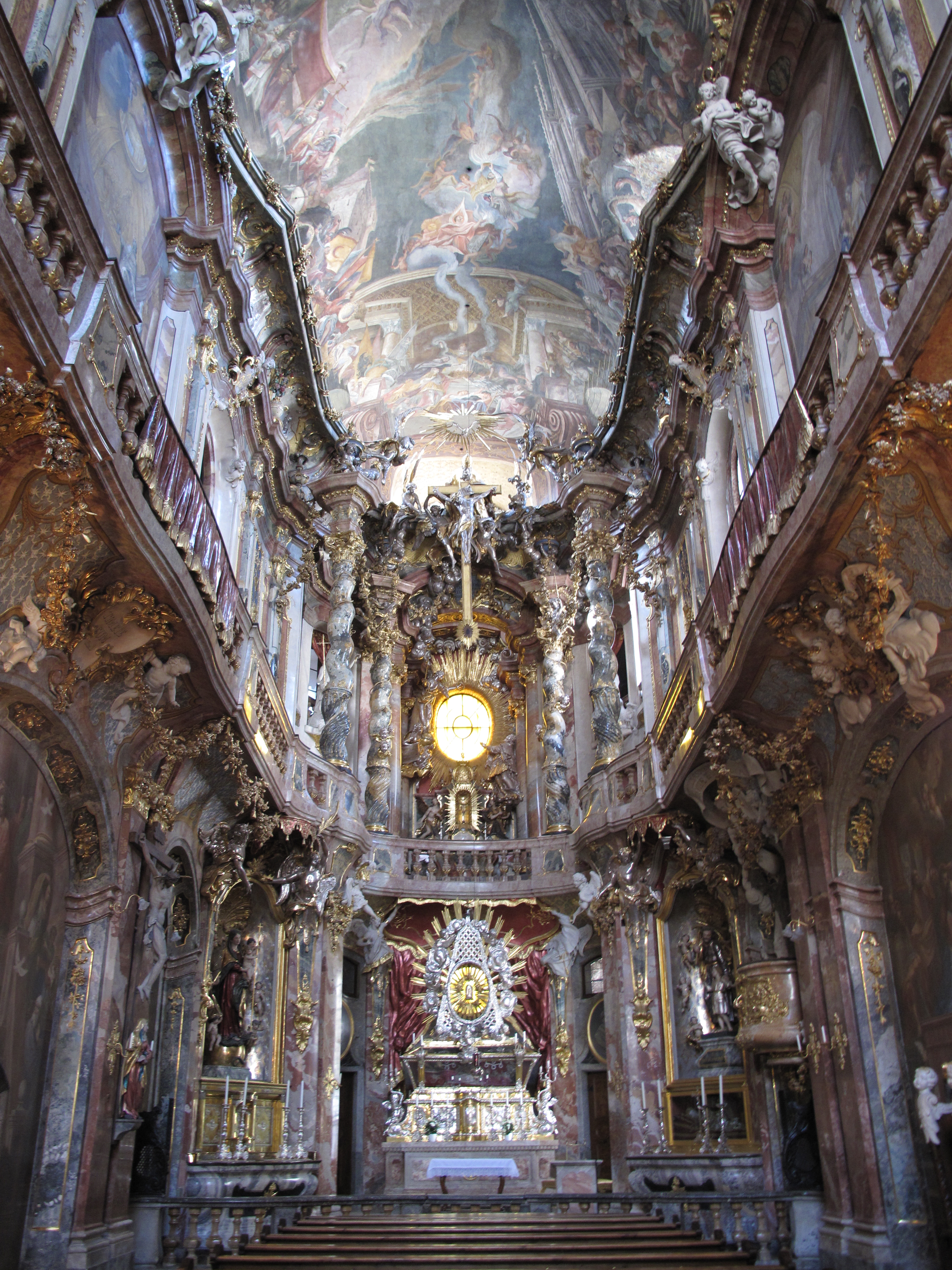
Templombelső

A Nepomuki Szent János-templom Münchenben inkább Asamkirche néven ismert, mivel Edig Quirin Asam és testvére Cosmas Damian Asam építették a Sendlingerstrasse házsorába illeszkedően, a díszítését saját maguk kivitelezték. Eredetileg magánkápolnának épült, később közkívánatra mégis megnyitották a nyilvánosság előtt is. Alapkövét 1733-ban rakták le, 1746-ban pedig már fel is szentelték. A templom a rokokó egyik kiemelkedő alkotása Bajorországban. A homlokzat nepomuki Szent János életének történetét meséli el. A templomot jobbról a paplak, balról a szintén Asam testvérek emelte ún. Asam-ház ill. Asam-udvar határolja.

## Külső hivatkozás
- A templom a város honlapján